# Ulrich Stein (Rechtswissenschaftler)
Ulrich Stein (* 1954 in Gummersbach) ist ein deutscher Rechtswissenschaftler und emeritierter Hochschullehrer.

## Leben
Nach der ersten juristischen Staatsprüfung 1979, der zweiten 1984, der Promotion 1986 an der Universität Bonn mit der Dissertation Die strafrechtliche Beteiligungsformenlehre und der Habilitation 1993 ebendort, wurde er 1994 Universitätsprofessor für Strafrecht und Strafprozessrecht an der Universität Leipzig. 1996 folgte er einem Ruf als Universitätsprofessor für Strafrecht an die Universität Münster. Von 2010 bis 2014 wirkte er dort als Studiendekan.
Zu seinen Forschungsschwerpunkten gehörten u. a. Wirtschaftsstrafrecht und Wirtschaftsordnungswidrigkeitenrecht, sowie Grundsatzfragen des Strafrechts und Straftaten gegen Interessen der Allgemeinheit.

## Publikationen (Auswahl)
- Die strafrechtliche Beteiligungsformenlehre (= Strafrechtliche Abhandlungen. Neue Folge. Bd. 63). Duncker & Humblot, Berlin 1988 (online 2021), ISBN 978-3-428-46460-9.
- Vorsatz- und Fahrlässigkeitsstraftaten. Grundzüge einer begrifflichen und inhaltlichen Rekonstruktion, Habilitationsschrift, Universität Bonn, 1993, unveränderte Onlineausgabe, Münster 2009.
- mit Luís Greco, Christian Jäger und Jürgen Wolter (Hrsg.): Systematik in Strafrechtswissenschaft und Gesetzgebung. Festschrift für Klaus Rogall zum 70. Geburtstag am 10. August 2018. Duncker & Humblot, Berlin 2018, ISBN 3-428-15257-3.
- Strafrecht Allgemeiner Teil. Wolters Kluwer, Neuwied 2004, ISBN 978-3-472-05779-6.
- mit Mark Deiters, Luis Greco, Andreas Hoyer, Christian Jäger, Bettina Noltenius, Klaus Rogall, Hero Schall, Arndt Sinn, Jürgen Wolter, Gereon Wolters, Mark A. Zöller: SK-StGB – Systematischer Kommentar zum Strafgesetzbuch. Band 5: §§ 242–302 StGB, herausgegeben von Jürgen Wolter, Heymanns, Köln 2019, ISBN 978-3-452-28304-7.